# Ракетный удар по штабу Черноморского флота ВМФ России
22 сентября 2023 года штаб Черноморского флота России в Севастополе был атакован ракетами Storm Shadow, выпущенных с модернизированных Су-24 ВВС Украины. В результате здание штаба было частично разрушено. 

## Предыстория
Удару по штабу Черноморского флота в Севастополе предшествовали атаки на российские системы ПВО в Крыму. По мнению эксперта Павла Лакийчука, они были нацелены на расчистку «коридора» для поражения российских военных целей. Незадолго до удара по севастопольскому штабу был поражён командный пункт ЧФ РФ вблизи села Верхнесадовое Нахимовского района Севастополя.

## Удар
На видео, опубликованном интернет-изданием «Инсайдер.ua», видно попадание ракеты в уже горящее здание. Таким образом, попаданий было больше одного. Снимки, в том числе спутниковые, показали серьёзное повреждение здания.

## Версии

### Украинская
Украинская сторона заявляет, что в результате атаки погибли по меньшей мере 9 человек из руководящего состава штаба ЧМ РФ. Среди тяжелораненых — высокопоставленные российские генералы, об этом в интервью Украинской службе «Голоса Америки» сообщил начальник Главного управления разведки Министерства обороны Украины Кирилл Буданов.
В ВСУ заявили, что удар по штабу в Севастополе был нанесён в то время, когда в здании проходило совещание руководства Черноморского флота России. Украинские военные в телеграм-канале Сил специальных операций Украины называют операцию «Крабовой ловушкой». В сообщении отмечается, что операция была проведена совместно Воздушными силами и Силами специальных операций ВСУ.
25 сентября Силы специальных операций Украины заявили, что в результате удара был убит командующий флотом Виктор Соколов и ещё 33 офицера ЧФ РФ.

### Российская
22 сентября Министерство обороны РФ сообщило, что жертвой ракетной атаки стал один военнослужащий. Позже заявление изменили: не погиб, пропал без вести. Также в сообщении российского ведомства говорилось, что «сегодня днем киевским режимом нанесён ракетный удар по городу Севастополю. В ходе отражения ракетной атаки средствами противовоздушной обороны сбито пять ракет. В результате нападения повреждено историческое здание штаба Черноморского флота». 26 сентября Минобороны РФ распространило фото- и видеоматериалы с заседания коллегии МО РФ, в котором принимал участие командующий Черноморским флотом РФ адмирал Виктор Соколов. Ранее пресс-секретарь Кремля Дмитрий Песков сообщил, что от Минобороны не поступала информация о гибели Соколова. В феврале 2024 года Виктор Соколов был снят с должности командующего Черноморским флотом

## Комментарии
1. ↑  По данным британского еженедельника The Economist, удар мог быть нанесён с помощью крылатых ракет Storm Shadow/SCALP-EG (Великобритания/Франция)[14].